# Sloanea mollis
Sloanea mollis là một loài thực vật có hoa trong họ Côm. Loài này được Gagnep. miêu tả khoa học đầu tiên năm 1910.